# Reinaldo Azambuja
Reinaldo Azambuja Silva (Campo Grande, 13 de mayo de 1963) es un agricultor y político brasileño, fue gobernador del estado de Mato Grosso do Sul. Afiliado al Partido de la Social Democracia brasileño.
Nacido en Campo Grande, hijo de Zulmira Azambuja Silva y Roberto de Oliveira Silva, ya fallecido, Reinaldo Azambuja comenzó a estudiar Administración de Empresas en la Universidad Católica Dom Bosco, de su ciudad natal, pero la abandonó ese mismo año, en 1982, sorprendido por la muerte de su padre y obligado a hacerse cargo del negocio agrícola de la familia. Se mudó a Maracaju , en el interior del estado, después de cumplir 18 años, y se casó con Fátima Silva un año después de la muerte de su padre. Reinaldo tiene tres hijos: Thiago, Rafael y Rodrigo.
Afiliado al PSDB , fue elegido alcalde de Maracaju en 1996, compitiendo con Germano Francisco Bellan (PDT) y Luiz Gonzaga Prata Braga (PTB). Reinaldo fue elegido para su primer mandato en Maracaju con el 44,03% de los votos válidos. Reinaldo también fue reelegido en 2000 con el 61,61% del electorado, frente a Albert Cruz Kuendig (PT), y sucedido en 2005 por su primo, Maurílio Azambuja (PFL). Además, durante este período también presidió la Asociación de Municipios de Mato Grosso do Sul (Assomasul).
En 2006, fue elegido diputado estatal y obtuvo la mayor votación en la historia de Mato Grosso do Sul, alcanzando cerca de 47.772 sufragios. En las elecciones de 2010 , fue elegido diputado federal por la coalición Amor, Trabalho e Fé, con cerca de 122.213 votos válidos.
Se presentó a la alcaldía de Campo Grande en 2012, obteniendo 113.629 votos en la primera vuelta, equivalentes al 25,43% de los votos válidos, pero perdió la disputa a la segunda vuelta, que se dio entre los candidatos Giroto, del PMDB, y Alcides Bernal, del PP , emergiendo este último como vencedor en la disputa por el puesto.